# 대한민국 민법 제1063조
대한민국 민법 제1063조는 피성년후견인의 유언능력을 규정한 민법 친족상속법 조문이다.

## 조문
제1063조(피성년후견인의 유언능력) ① 피성년후견인은 의사능력이 회복된 때에만 유언을 할 수 있다.
② 제1항의 경우에는 의사가 심신 회복의 상태를 유언서에 부기(附記)하고 서명날인하여야 한다. [전문개정 2011.3.7]

## 비교 조문
일본민법 제966조(피후견인의 유언제한) 1. 피후견인이 후견계산의 종료 전에 후견인 또는 그 배우자 혹은 직계비속의 이익이 될 만한 유언을 한 때에은 그 유언은 무효로 한다.
2. 전항의 규정은 직계혈족, 배우자 또는 형제자매가 후견인인 경우에는 적용하지 아니한다.

## 참고 문헌
- 오현수, 일본민법, 진원사, 2014. ISBN 978-89-6346-345-2
- 오세경, 대법전, 법전출판사, 2014 ISBN 978-89-262-1027-7
- 이준현, LOGOS 민법 조문판례집, 미래가치, 2015. ISBN 979-1-155-02086-9